# Jan Arnoldus Schouten
Jan Arnoldus Schouten (Amstelveen, 28 agosto 1883 – Epe (Paesi Bassi), 20 gennaio 1971) è stato un matematico olandese, e professore all'Università tecnica di Delft. Diede importanti contributi al calcolo tensoriale e fu uno dei fondatori del Centro matematico in Amsterdam.